# Francesc Tulla i Pujol
Francesc Tulla i Pujol (Sant Magí de Brufaganya, 28 de setembre de 1928 - Monestir de Poblet, 25 de març de 2016) va ser un religiós cistercenc que va ser prior del Monestir de Poblet durant 36 anys, del 1971 al 2007.
Els seus pares, que eren custodis del santuari de Sant Magí de Brufaganya, van decidir ben aviat traslladar-se a Barcelona on treballaren a un bar. Format als escolapis, estudià comerç i treballà en una agència de duanes abans d'entrar a Poblet el 19 d'abost de 1947. Es va posar l'hàbit cistercenc el 1948 i professà el 1949. Completà els estudis eclesiàstics a Sant Anselm de Roma i es llicencià en Dret Canònic a la Universitat de Comillas de Madrid (1962-1964).
Va rebre els ordes menors el 1951, fou ordenat sacerdot a Poblet el 1953 pel bisbe Josep Cartañà i Inglés. L'abat Edmon Garreta el nomenà sotsprior el 1955 i l'abat Maur Esteva el nomenà prior el 1971, càrrec que ocupà fins al 2007, quan fou substituït per Lluc Torcal.